# Plus ultra

Quốc huy của Vương quốc Tây Ban Nha với hai bên là trụ cột của Hercules và dải lụa mang dòng chữ "Plus Ultra".

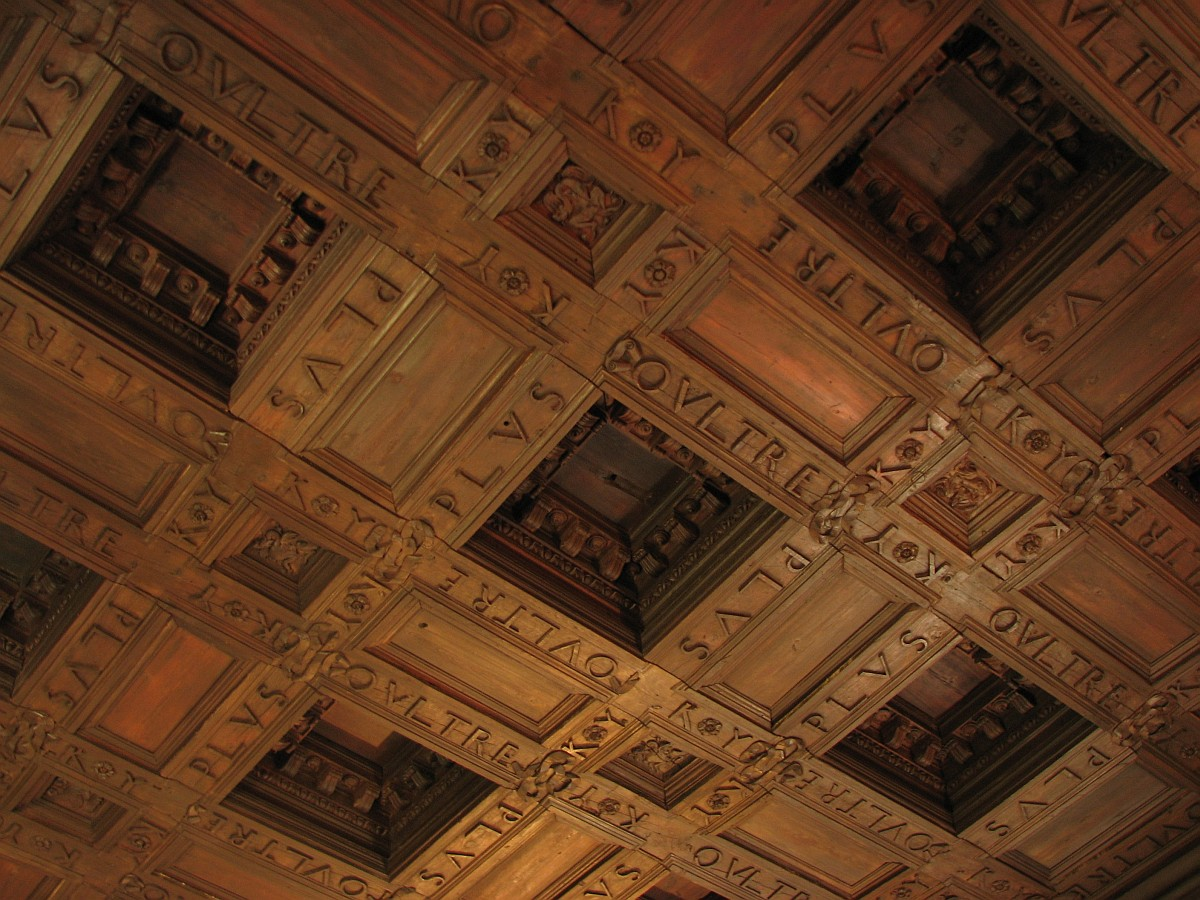
Tấm gỗ trong cung điện Charles V ở Alhambra

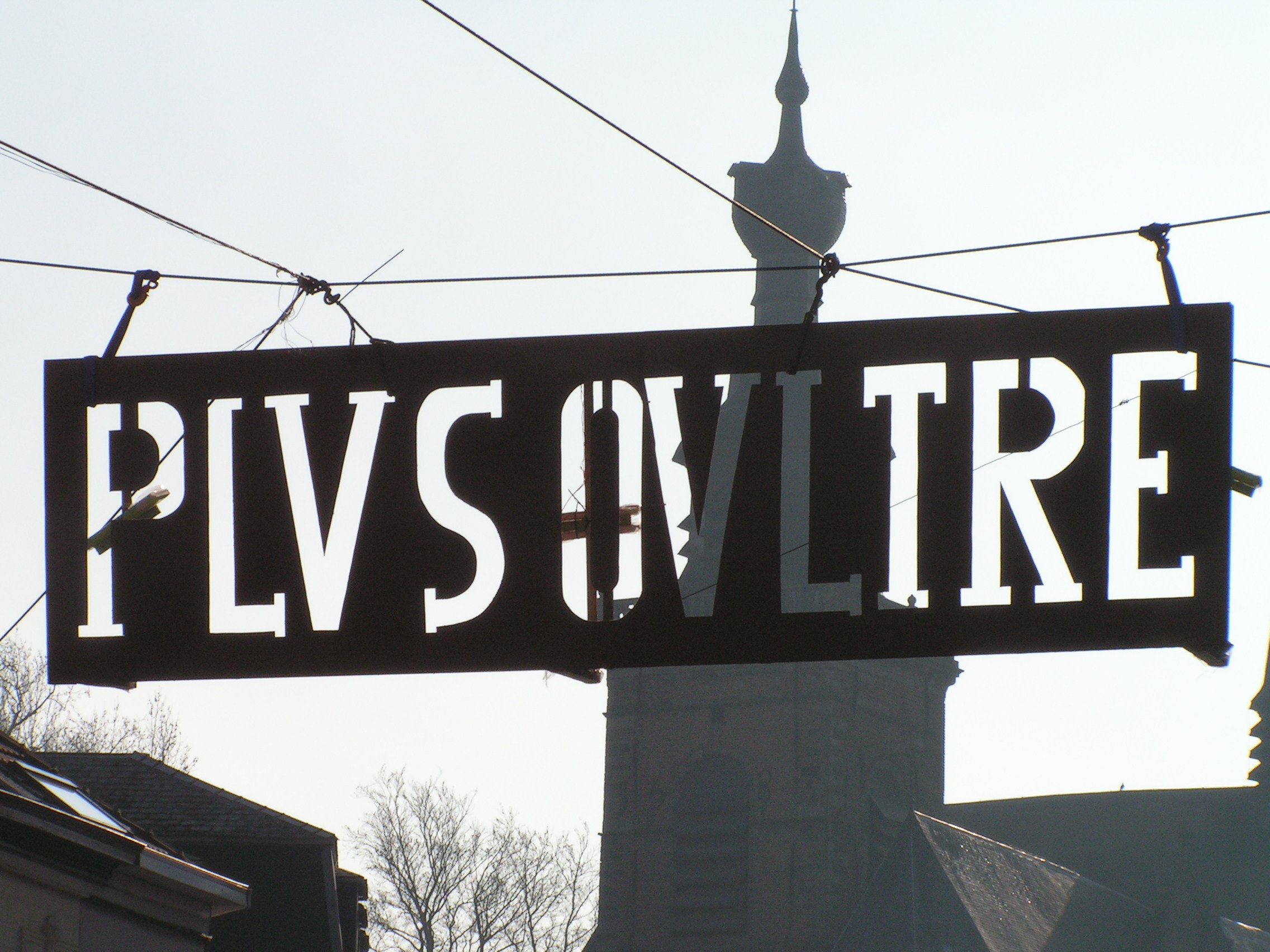
Phương châm của thành phố Binche, Bỉ

Plus ultra ("Vươn xa hơn nữa") là một khẩu hiệu tiếng Latinh và khẩu hiệu, tiêu ngữ quốc gia của Vương quốc Tây Ban Nha. Nó được lấy từ phương châm cá nhân của Karl V của Thánh chế La Mã và của các vị vua của Tây Ban Nha, và là một sự đảo ngược của cụm từ gốc Non plus ultra ("Không có gì xa hơn nữa"). Điều này được cho là đã được ghi nhận là một lời cảnh báo về các Mười hai kỳ công của Heracles tại Eo biển Gibraltar, đánh dấu rìa của thế giới đã biết. Karl đã thông qua phương châm sau khi phát hiện ra thế giới mới của Cristoforo Colombo, và nó cũng có những gợi ý ẩn dụ về việc chấp nhận rủi ro và phấn đấu cho sự xuất sắc.

## Karl V
Phương châm được đề nghị cho vị vua trẻ năm 1516 bởi bác sĩ và cố vấn Luigi Marliano. Nó mang tính biểu tượng về tầm nhìn của Marliano về một đế quốc Kitô giáo trải rộng ra ngoài ranh giới của Cựu Thế giới. Nó có liên quan đặc biệt với mong muốn mang Reconquista qua Gibraltar và vào Bắc Phi: khi Karl vào chiến thắng của Burgos năm 1520, một vòm chiến thắng được thiết lập trên một mặt phương châm Cộng cực và mặt khác "Tất cả châu Phi khóc vì nó biết rằng bạn có chìa khóa Gibraltar và phải là chủ nhân của nó".
Phương châm đầu tiên được ghi lại trên lưng ghế của Karl tại nhà thờ St Gudule, Brussels. Khẩu hiệu gốc của Pháp Plus oultre được dịch sang tiếng Latinh do những người Tây Ban Nha thù địch mang đến cho các cố vấn và bộ trưởng người Pháp Charles mang theo ông đến Tây Ban Nha.

## Tây Ban Nha
Phương châm tiếp tục được phổ biến ở Tây Ban Nha sau cái chết của Carlos V. Nó xuất hiện trong tuyên truyền của nhà Habsburg và được sử dụng để khuyến khích các nhà thám hiểm Tây Ban Nha bỏ qua cảnh báo cũ và vượt ra ngoài Trụ cột của Hercules. Hôm nay nó được đặc trưng trên cả quốc kỳ và quốc huy Tây Ban Nha.

## Các công dụng khác
- Người Pháp đã chế tạo các dòng Ne Plus Ultra mà họ hy vọng sẽ dừng quân đội của Công tước Marlborough trong mùa vận động năm 1711 trong Chiến tranh kế vị Tây Ban Nha, nhưng quân đội của ông đã vi phạm chúng mà không bị mất.[3]
- Phương châm được sử dụng ở bang Veracruz ở Mexico.
- Phương châm được sử dụng bởi một số tổ chức trên khắp thế giới, bao gồm Đại học Quốc gia San Marcos, Đại học Mexico, Đại học Shepherd và Hải quân Colombia.
- Nhà triết học người Anh Sir Francis Bacon đã sử dụng nó làm phương châm cá nhân của mình.
- Phiên bản tiếng Pháp Plus oultre là phương châm của thành phố Binche của Bỉ và phi đội Cadet thứ 15 của Học viện Không quân Hoa Kỳ.
- Charles V được sinh ra ở Ghent ở Flanders và kết quả là phương châm này cũng được sử dụng trong khu vực này.
- Năm 1926, một phi hành đoàn của các phi công Tây Ban Nha bao gồm Ramón Franco và Julio Ruiz de Alda Miqueleiz đã hoàn thành chuyến bay xuyên Đại Tây Dương đầu tiên giữa Tây Ban Nha và Nam Mỹ trên một thủy phi cơ có tên là Plus Ultra. 1930 chứng kiến sự hình thành của một đội bóng đá Madrid dựa trên AD Plus Ultra, mà cuối cùng đã phát triển thành Real Madrid Castilla.
- Plus Ultra Brigade, gồm các binh sĩ từ năm quốc gia nói tiếng Tây Ban Nha (Tây Ban Nha, Cộng hòa Dominica, Nicaragua, Honduras và El Salvador), đã phục vụ trong Chiến tranh Iraq năm 2003.
- Phương châm được viết trên các bức tường ốp của phòng áo choàng tại Mar-a-Lago[4], Sự rút lui của Tổng thống Trump ở Florida.
- Trong manga và anime series My Hero Academia, nó được sử dụng làm phương châm của học viện anh hùng UA .
- Đó là tên của tập thứ hai trong tiểu thuyết light The Saga of Tanya the Evil.
- Cộng với Ultra Society được sử dụng trong bộ phim năm 2015 Tomorrowland (phim) cho tên của nhóm người chịu trách nhiệm tạo ra một ngày mai tốt hơn, xa hơn nữa. Các thành viên sáng lập của nhóm hư cấu này là Gustave Eiffel, Nikola Tesla, Thomas Edison và Jules Verne.